# Crazy Frog

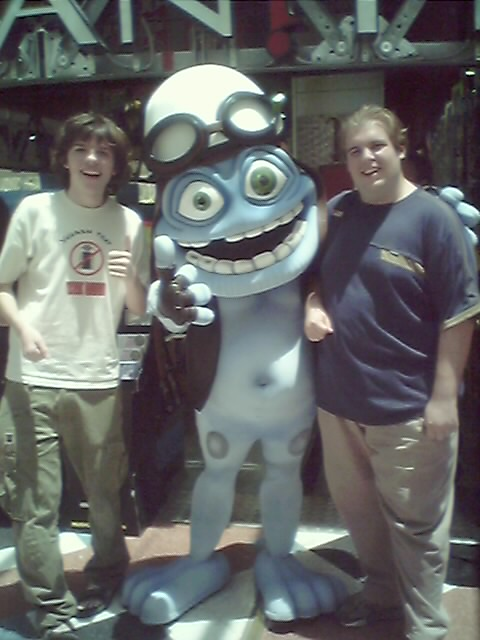
Rzeźba przedstawiająca Crazy Froga

Crazy Frog – animowana komputerowo postać, stworzona przez Erika Wernquista, będąca bohaterem krótkiego filmu, dzwonka do telefonu komórkowego, gry komputerowej i teledysku.
Crazy Frog jest postacią antropomorficzną oraz posiada uwydatnione genitalia jednoznacznie wskazujące, że jest rodzaju męskiego (samiec). Skóra postaci jest szaroniebieska. Crazy Frog w każdym ze znanych oficjalnych teledysków wychodzi obronną ręką z kłopotów, w które poniekąd sam wpada, np. ucieka na wyimaginowanym motocyklu i imituje jego dźwięki. Postać i przygody stały się powodem wielu kontrowersji, co przysporzyło jej jeszcze większej popularności. W nowych wersjach teledysków genitalia, które były głównym powodem kontrowersji, zostały cyfrowo usunięte.

## Historia
W 2003 grafik Erik Wernquist stworzył animowany obraz żaby (głosu postaci użyczył Daniel Malmedahl). Krótki film został zatytułowany The Annoying Thing.
W 2004 firma Jamba! wykorzystała głos Malmedahla jako dzwonek do telefonów komórkowych. Następnie powstał remix utworu „Axel F”. W teledysku do tej piosenki występuje postać Crazy Frog. Utwór zdobył ogromną popularność na całym świecie.
W lipcu 2005 roku powstał album Crazy Hits oraz jej kontynuacja, na których – obok „Axel F” znalazły się inne „żabie” covery takie jak „Popcorn” oraz „We Are the Champions”.
W kwietniu 2020 roku założył konto na portalu społecznościowym Twitter, i też w tym miesiącu zapowiedział nowy album.
W listopadzie 2021 roku BBC News poinformowało, że nowy singiel „Tricky” był wydany 10 grudnia 2021 na YouTube, który jest coverem i mash-upem M to the B od Millie B i It’s Tricky od Run-D.M.C.

## Dyskografia

### Albumy
- Crazy Frog Presents Crazy Hits (2005)
- Crazy Frog Presents More Crazy Hits (2006)
- Everybody Dance Now (2009)

### Single
- „Axel F” (2005)
- „Popcorn” (2005)
- „Last Christmas” (2006)
- „In The House” (2006)
- „We Are The Champions” (2006)
- „Crazy Frog In The House” (2006)
- „Daddy DJ” (2009)
- „Axel F” (Straim 2k17 Reboot) (2017)
- „Tricky” (2021)
- „Hands Up" (Explode) (2024)